# Andrey Kaydanovskiy
Andrey Kaydanovskiy (geboren 1987 in Moskau) ist ein österreichischer Balletttänzer und Choreograph mit russischen Wurzeln der in Wien lebt.

## Leben und Werk
Andrey Kaydanovskiy ist der Sohn einer Ballerina und des Schauspielers und Filmregisseurs Alexander Leonidowitsch Kaidanowski (1946–1995). Er hat zwei Geschwister.
Er studierte Tanz an der Moskauer Staatlichen Akademie für Choreographie, am Ballettkonservatorium in St. Pölten, an der John Cranko Schule in Stuttgart und an der Ballettschule der Wiener Staatsoper. Von 2007 bis 2022 war er als Tänzer beim Wiener Staatsballett engagiert, der Compagnie von Wiener Staatsoper und Volksoper. Er arbeitete mit einer Reihe namhafter Choreographen zusammen, darunter Roland Petit, Pierre Lacotte, John Neumeier, Paul Lightfoot, Sol Leon, Jorma Elo, Alexander Ekman, Jean-Christophe Maillot und Boris Eifman.
Seit 2009 arbeitet Kaydanovskiy auch als Choreograph. Seine erste Arbeit für das Wiener Staatsballett war Zeitverschwendung, entstanden im April 2013. Im Oktober desselben Jahres folgte der Einakter Das hässliche Entlein an der Volksoper. Im Mai 2014 choreographierte er die Eröffnung des Life Ball am Wiener Rathausplatz, im September 2014 kreiert er den Love Song für Young Choreographers 2014 am Odeon Theater in Wien.
2015 wurde er zum Halb-Solisten (Demi-Solist) des Staatsballetts ernannt.
Im folgenden Jahr choreographierte er für das Projekt Intersection Point am Moskauer Stanislawski- und Nemirowitsch-Dantschenko-Musiktheater die Produktion Tea or coffee?, für die er zweimal für die Goldene Maske nominiert wurde. 2017 folgte Strawinskys Feuervogel am Wiener Staatsballett und ein Solo für Sergei Polunin beim Origen Festival Cultural im schweizerischen Graubünden. 2018 wurde Kaydanovskiy von den Wiener Philharmonikern eingeladen, die Balletteinlagen für das Neujahrskonzert 2019 zu choreographieren. Es dirigierte Christian Thielemann, die Kostüme entwarf der in Mailand lebende Modeschöpfer Arthur Arbesser.
Andrey Kaydanovskiy lebt mit der österreichischen Balletttänzerin Rebecca Horner zusammen, sie haben zwei Töchter und einen Sohn.

## Choreographien (Auswahl)
- 2014: Love Song, Odeon Theater (Wien)
- 2016: Tea or Coffee?, Stanislawski- und Nemirowitsch-Dantschenko-Musiktheater (Moskau)
- 2017: Der Feuervogel, Wiener Staatsballett
- 2017: Discovery, Bayerisches Staatsballett (München)
- 2021: Der Schneesturm, Bayerisches Staatsballett (München)
- 2022: Lux Umbra, Wiener Staatsballett
- 2022: Jolanthe und der Nussknacker, Wiener Staatsballett in der Volksoper, Wien
- 2022: Dornröschen, Tanz Linz, Musiktheater Linz

## Auszeichnungen
- 2015: Tanzolymp (Berlin), Special Prize Best Dance Theatre Performer and Choreographer
- 2016: Goldene Maske (Moskau), Nominierungen in den Kategorien: Beste Choreographie und Beste Aufführung (zeitgenössischer Tanz)
- 2016: Deutscher Tanzpreis in der Kategorie Zukunft (Choreographie)